# Aviation de brousse

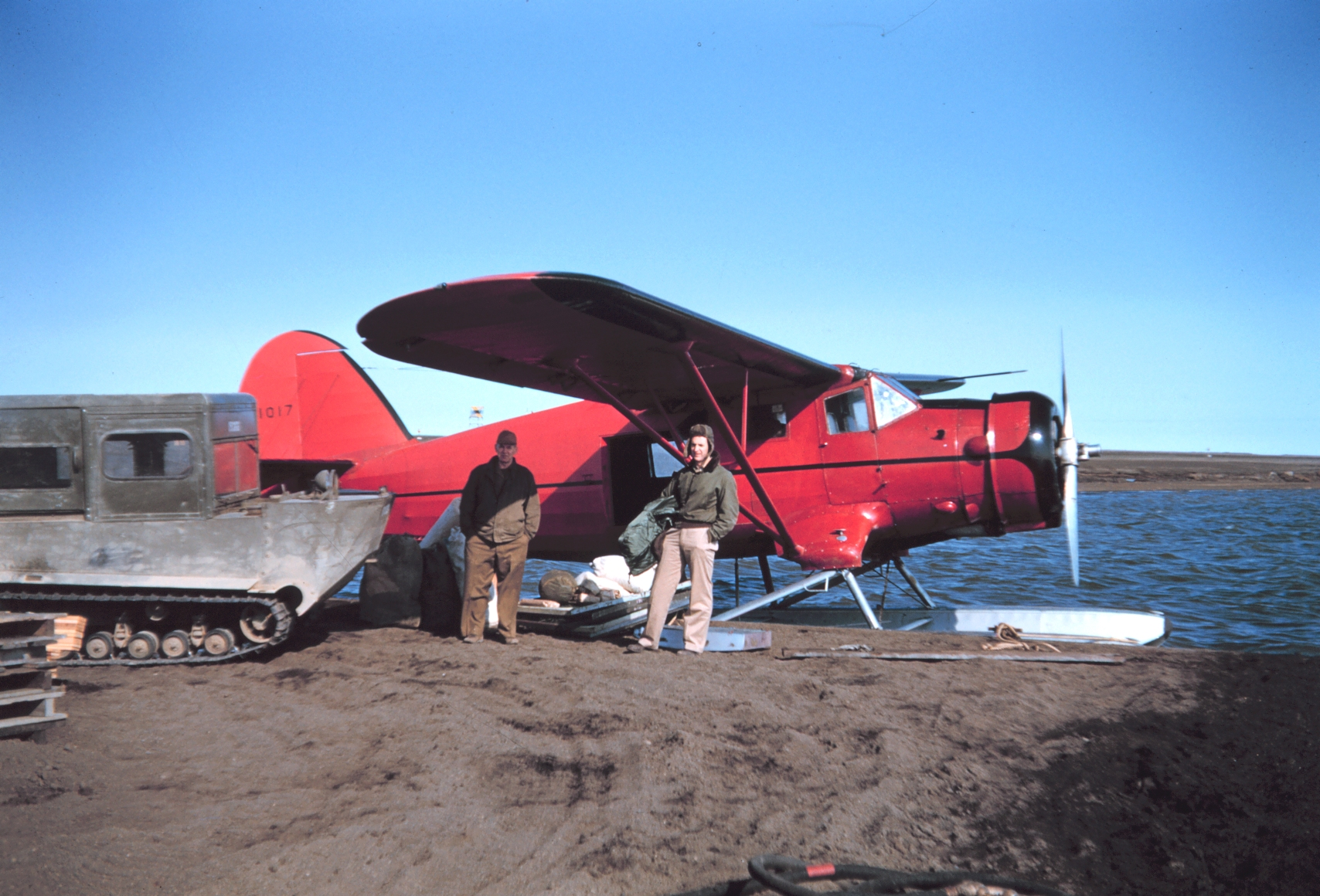
Un avion à flotteurs à Point Lay en Alaska.

 (décembre 2024).
Si vous disposez d'ouvrages ou d'articles de référence ou si vous connaissez des sites web de qualité traitant du thème abordé ici, merci de compléter l'article en donnant les références utiles à sa vérifiabilité et en les liant à la section « Notes et références ».
L'aviation de brousse désigne les opérations aériennes menées dans les régions isolées du monde. L'aviation de brousse implique des opérations en terrain accidenté, où il n'y a souvent pas de pistes d'atterrissage préparées, exigeant souvent l'équipement de pneus exceptionnellement grands, de flotteurs ou de skis.

## Étymologie
Le terme aviation de brousse vient de l'anglais Bush flying. Le terme bush (brousse) est utilisé depuis le XIXe siècle pour décrire une région sauvage éloignée au-delà des zones de peuplement. Par conséquent, l'aviation de brousse désigne les opérations aériennes effectuées dans ces régions éloignées.

## Objectif
L'aviation de brousse est la principale et parfois la seule possibilité d’accéder à des régions sauvages du Nord et de l'Ouest canadien, de l’Alaska, de l’outback australien et d’autres parties du monde comme en Afrique.

## Histoire
Au Canada, la première utilisation réelle de l'aviation de brousse a été pour l'exploration et le développement des territoires, alors qu'en Alaska, le but principal a été le transport. Plus tard, l'aviation de brousse est devenue importante pour les opérations de sauvetage.

### Canada
Après la Première Guerre Mondiale, Ellwood Wilson, le Chef forestier de la Laurentide Company à Québec, pense que les avions peuvent être utiles pour repérer les feux de forêts ainsi que pour la cartographie des zones forestières. L'année suivante tard, Wilson emprunte deux hydravions Curtiss HS-2L donnés au Canada par l'U.S. Navy. Il embauche ensuite le Capitaine Stuart Graham pour faire voler ces avions. Graham et son ingénieur Walter Kahre débutèrent le vol en direction du Lac-à-la-Tortue le 4 juin 1919 et arrivèrent quatre jours plus tard le 8 juin. Le vol s'est déroulé sur une distance de 1 000 km (645 miles), ce qui en fit le plus long vol en campagne réalisé au Canada à cette époque. L'autre HS-2L est ensuite livré au Lac-à-la-Tortue.
Les premiers vols de brousse eurent lieu au cours de l'été 1919 dans la vallée du Saint-Maurice pour de la surveillance de départ de feu et de la photographie aérienne. Graham et Kahre ont réalisé ces missions pour deux saisons, mais les coûts opérationnels étant trop élevés, la Laurentide Company dut déléguer les opérations. C'est alors que la Laurentide Air Service Ltd. est créée avec à sa tête Ellwood Wilson en tant que président et formateur, et William Roy Maxwell, ancien instructeur Royal Naval Air Service et pilote de cirque volant, étant nommé vice-président. Ce furent les premiers vols de brousse dans l'Est du Canada.

### Alaska
Le premier pilote de brousse a été Carl Ben Eielson, un fermier du Dakota du Nord originaire de Scandinavie qui vola durant la Première Guerre mondiale. Après la guerre, il s'installa en Alaska en tant que professeur de mathématiques à Fairbanks. Il persuada rapidement des habitants de la ville de l'aider à acquérir un Curtiss JN-4 pour emmener des passagers jusqu'aux limites des zones habitées. Il proposa ensuite aux services postaux un contrat de poste aérienne. La poste accepta la proposition, et en 1924, Eielson reçu un de Havilland 4 qui lui permit de réaliser huit vols postales jusqu'à McGrath à 450 km de là, avant que son contrat ne s'achève après un troisième accident.

## Conditions
L'aviation de brousse s'effectue en toutes conditions climatiques. Son but étant de ravitailler des postes isolés, les pilotes doivent souvent affronter une météo défavorable, ou même hostile, comme un plafond nuageux très bas, des visibilités réduites, des précipitations givrantes et un relief escarpé car ils se déplacent à relativement basse altitude. De plus, ces avions atterrissent ou amerrissent sans pistes balisées ou munies d'instrument de guidage. La pression de la part des compagnies, qui emploient les pilotes, et des usagers font qu'ils prennent souvent des risques que d'autres pilotes ne prendraient pas. Ils doivent donc très bien connaître avant de partir la situation météorologique, les effets locaux et les points de repère géographiques.
Le pilote doit aussi avoir des notions de mécanique car il doit être capable de prendre soin de son appareil au milieu de nulle part. Ceci est particulièrement vrai en hiver lors de la préparation de l'appareil pour la nuit et du démarrage le matin. Ces manœuvres nécessitent souvent deux personnes mais ce n'est pas nécessairement un mécanicien qui l'accompagne. Le pilote conserve également à bord tout le matériel d'urgence qui peut sauver sa vie et celle de ses passagers en cas d'atterrissage forcé : chaussettes de rechange, mitaines, parka, mukluks, pantalons de ski, fusil et munitions, collets à lapin et réserve de nourriture séchée.

## Avions utilisés
L'aviation de brousse opère en terrain accidenté, l'avion de brousse doit donc être équipé de pneus de toundra, de flotteurs d'hydravion, ou de skis. Un avion de brousse doit avoir de bonnes capacités de décollage et d'atterrissage courts. Un avion de brousse typique aura des ailes au-dessus du fuselage pour s'assurer qu'elles n'entrent pas en contact avec les obstacles de la zone d'atterrissage. Les avions de brousse ont normalement un train d'atterrissage de queue conventionnel car il a une meilleure capacité aéronautique que le train d'atterrissage tricycle et est plus adapté aux surfaces rugueuses. L'angle prononcé de la configuration de train de queue dégage l'hélice vers le haut ce qui permet d'éviter de heurter de gros rochers, des troncs d'arbres et autres débris qui pourraient causer des dégâts.
Ce sont souvent des monomoteurs à décollage et atterrissage courts (ADAC) comme le Piper PA-18 Super Cub, le de Havilland Canada DHC-2 Beaver, l'Aviat Husky, le Cessna 182 « Skylane », le Cessna 206 « Stationair », le Pilatus PC-6, le Cessna 208 Caravan ou l'Antonov An-2.
Il existe également un Noratlas revendu au Zaïre, exploité comme avion de brousse  par la compagnie Guila air.